# في صميم الموضوع
في صميم الموضوع هو عمل سردي يُبدأ في وسط الحبكة ( راجع منذ البدء ) في كثير من الأحيان، يُستغنى عن العرض وملؤه تدريجيًا، من خلال الحوار أو الارتجاع الفني أو وصف الأحداث الماضية. على سبيل المثال، تبدأ هَملِت بعد وفاة والد هَملِت. تشير الشخصيات إلى وفاة الملك هَملت دون إثبات الحقيقة المذكورة أول مرة في الحبكة. نظرًا لأن المسرحية تدور حول هَملت والانتقام أكثر من الدافع، فإن شكسبير يستخدم في صميم الموضوع لتجاوز العرض غير الضروري.